# Stoglavyj sobor
Lo Stoglavyj Sobor (in russo Стоглавый Собор?, a volte anche conosciuto come il Concilio dei cento capitoli) fu un concilio ecclesiastico (sobor) tenutosi a Mosca nel 1551, con la partecipazione dello zar Ivan il Terribile, del Metropolita Macario, e di una rappresentanza della Duma dei boiardi. Iniziò i propri lavori nel gennaio-febbraio del 1551 e le sue sessioni finali si svolsero alla fine del maggio di quello stesso anno.
Lo Stoglavyj Sobor fu riunito per volontà del governo, che intendeva in tal modo sia sostenere la Chiesa nella sua battaglia contro i movimenti eretici anti-feudali che si andavano diffondendo in quegli anni sia subordinare allo Stato il potere secolare di quest'ultima.
Il nome "Stoglavyj Sobor" deriva dalla suddivisione dell'insieme delle decisioni assunte da questo concilio in 100 capitoli (o "Sto glav"); il nome completo era in realtà Соборное Уложение Собора Русской Православной Церкви ("Codice sinodale del Sinodo della Chiesa ortodossa russa" - Sobornoe Uloženie Sobora Russkoj Pravoslavnoj Cerkvi). Tale codice era articolato come un verbale delle domande che zar e clero avevano posto al sinodo e delle sue successive risposte.
Lo Stoglavyj Sobor proclamò l'inviolabilità delle proprietà della Chiesa e l'esclusiva giurisdizione delle sue corti sugli ecclesiastici, prima sottoposta alla giurisdizione dello zar. In cambio di questa concessione da parte dello Stato russo i membri dello Stoglavi Sobor diedero facoltà al governo di decidere su numerose aree riguardanti nello specifico le attività della Chiesa ortodossa (si proibì, ad esempio, ai monasteri di fondare nuovi villaggi nei pressi delle città).
Le cerimonie ecclesiastiche e i doveri dei membri della Chiesa furono unificati da questo sobor nell'intero territorio russo: le norme della vita ecclesiastica furono regolate in modo da elevare il livello morale ed educazionale del clero, permettendo la creazione di nuove scuole per l'educazione dei suoi membri, controlli delle autorità ecclesiastiche furono stabiliti per le attività riguardanti la scrittura di nuovi libri e la produzione di icone, ecc.
Durante la seconda metà del XVI secolo lo "Stoglav" fu il codice che regolamentò l'attività religiosa interna alla Chiesa e i mutui rapporti di questa con lo Stato.